# 乙酸钪
乙酸钪是一种化合物，化学式为Sc(CH3COO)3，存在无水物和水合物。它可由氢氧化钪和乙酸水溶液反应得到。它是可溶于水的晶体，高温分解为氧化钪。它可用于制备其它含钪材料。